# Yu (Yangquan)
Yu (en chino:盂县, pinyin:Yú xiàn) es un condado bajo la administración directa de la ciudad-prefectura de Yangquan. Se ubica al  norte de la provincia de Shanxi, este de la República Popular China. Su área es de 2439 km² y su población total para 2010 fue de 300 mil habitantes. 

## Administración
El condado de Yu se divide en 14 pueblos que se administran en 8 poblados y 6 villas.